# Kıvanç Tatlıtuğ
Kıvanç Tatlıtuğ, född 27 oktober 1983 i Adana, är en turkisk skådespelare och fotomodell.